# Lepturopsis biforis
Lepturopsis biforis är en skalbaggsart som först beskrevs av Newman 1841.  Lepturopsis biforis ingår i släktet Lepturopsis och familjen långhorningar. Inga underarter finns listade i Catalogue of Life.